# Frederik Christian Sibbern
Frederik Christian Sibbern (Copenhague 18 juillet 1785- ibid. 16 décembre 1872) est un philosophe et écrivain danois. Professeur de philosophie à l'université de Copenhague de 1813-70, et un temps recteur de celle-ci, son enseignement a une influence centrale notamment sur la pensée de Poul Martin Møller ou Søren Kierkegaard. 

## Biographie
F.C. Sibbern est le fils de Friedrich Gabriel Gottlieb Sibbern (1743-1794), médecin, et de Charlotte Amalia Friderica Lovisa, née Wilcken (fille d'un joaillier à Plön et belle sœur du compositeur Johann Hartmann; 1753-1807). Ayant perdu très tôt son père, son éducation est marquée par sa mère, pratique, énergique et très religieuse.
Après avoir obtenu son diplôme en droit en 1810 et puis son doctorat en philosophie en 1811, Sibbern part deux années en Allemagne où il fait la connaissance de plusieurs personnalités marquantes de son temps, comme Johann Gottlieb Fichte, Friedrich Schleiermacher, Christoph Martin Wieland (à Weimar) et Johann Wolfgang von Goethe (à Karlsbad). Il rencontre également Georg Wilhelm Friedrich Hegel (à Nuremberg), et Friedrich Wilhelm Joseph von Schelling (à Munich).
À son retour, il est nommé en 1813 professeur de philosophie à l'université de Copenhague et devient une des figures marquantes de l'Âge d'or danois. Très influencé par la philosophie allemande, il prend néanmoins ses distances face à l'approche trop «abstraite» et «formaliste» de Hegel et défend au contraire ce qu'il appelle la «philosophie pratique de la vie» (Den praktiske livsfilosofi). Cette approche marque ultérieurement profondément la pensée de philosophes comme Poul Martin Møller ou Søren Kierkegaard, et jette les bases de l'existentialisme. Sa philosophie est celle du jeune romantisme, sain, et optimiste. Son intérêt profond pour la nature et les sciences, ainsi que la psychologie, l'écarte de l'approche plus théorique des philosophes allemands. Il entend rejeter toute forme de dogmatisme ou fanatisme. Il veut voir et comprendre la vie réelle, la physique, la physiologie, la zoologie ou les autres sciences.
Parmi ses œuvres littéraires, on cite avant tout les deux volumes des Lettres de Gabrieli, publiés en 1826 et 1850, et ayant connu chacun une bonne trentaine de rééditions (Le premier volume est intitulé Efterladte Breve af Gabrieli et le second Udaf Gabrieli's Breve til og fra Hjemmet). Ce roman épistolaire reste une des œuvres majeures de la littérature romantique danoise. L'ouvrage est un pendant danois aux Souffrances du Jeune Werther, mais à l'opposé du modèle de Goethe, le héros malheureux choisit de ne pas mettre fin à ses jours, surmonte ses souffrances et retrouve sa joie de vivre. Ce roman a été inspiré par l'amour que Sibbern éprouvait pour Sophie Ørsted.
Le grand intérêt de Sibbern pour la psychologie se manifeste notamment dans son ouvrage de 1819 sur la nature spirituelle de l'homme (Menneskets aandelige natur og væsen). Celui-ci est suivi en 1828 par un ouvrage sur les sentiments et passions de l'homme (Lære om de menneskelige følelser og lidenskaber). Une idée centrale de sa théorie est celle du processus de maturation permettant d'atteindre progressivement l'harmonie pleine et entière. Il poursuit cette idée en 1849 dans un ouvrage sur les relations entre l'âme et le corps (Om forholdet imellem sjæl og legeme).
Une autre œuvre marquante (datant de 1858-62) est son ouvrage utopique intitulé Notices sur le contenu d'un écrit de l'an 2135 (Meddelelser af indholdet af et skrift fra aaret 2135), où il décrit une société future dans laquelle la propriété privée a été abolie, et la religion est libérée de tout dogme et basée sur la seule éthique.
Il écrit encore (en 1834-69) l'ouvrage «De la poésie et de l'art», la principale œuvre de l'époque au Danemark sur l'esthétique (Intitulé en danois Om Poesie og Konst). 

## Caractère
F. C. Sibbern a une approche vitaliste de la nature. Personne chaleureuse, il soutiendra de nombreux jeunes, tels que notamment le peintre Christen Købke, qui a laissé un portrait de lui, ou le compositeur Peter Heise dont il s’occupera après que celui-ci ait été privé de mère à sa naissance. Convaincu des bienfaits de la nature, il tient presque religieusement à la marche à pied. Ses voyages à l'étranger se feront ainsi jamais sans autre moyen de locomotion que la marche.